# オーディナリー・ライフ (ヴァン・モリソンのアルバム)
『オーディナリー・ライフ』（原題：Hymns to the Silence）は、北アイルランドのミュージシャン、ヴァン・モリソンが1991年に発表した21作目のスタジオ・アルバム。当初は原題も『Ordinary Life』となる予定だった。モリソンのスタジオ・アルバムとしては初めて、2枚組という形態でリリースされた。

## 背景
収録曲のうち「サム・ピース・オブ・マインド」、「キャリイング・ア・トーチ」、「アイム・ノット・フィーリング・イット」、「イット・マスト・ビー・ユー」は、本作に先行してトム・ジョーンズのアルバム『Carrying a Torch』（1991年）に提供された曲で、モリソンはジョーンズのヴァージョンにもプロデュースやギターで参加しており、ジョーンズ名義のシングル「Carrying a Torch」は、1991年3月に全英シングルチャートで57位を記録している。「愛さずにはいられない」は、ドン・ギブソンやレイ・チャールズによるヒットで知られる曲のカヴァーで、この曲と「ビー・ザウ・マイ・ヴィジョン」にはチーフタンズが参加した。
本作にゲスト参加したキャンディ・ダルファーは、その後も『トゥー・ロング・イン・イグザイル』（1993年）、ライヴ・アルバム『ナイト・イン・サンフランシスコ』（1994年）といった作品でモリソンと共演した。

## 反響・評価
全英アルバムチャートでは5位に達し、『ザ・ベスト・オブ・ヴァン・モリソン』（1990年）、『エンライトンメント』（1990年）に続く自身3度目の全英トップ10入りを果たした。スウェーデンのアルバム・チャートでは5回（10週）トップ50入りし、最高10位を記録。
Michael Gallucciはオールミュージックにおいて5点満点中3.5点を付け「収録された歌、もっと正確に言えば（タイトルからも明らかなように）讃美歌は、彼の傑作アルバム群において聴き手を神秘と現実の豊かな旅へ導いたR&B、フォーク、ポップ、ケルト音楽、ロック、更にはゴスペルといった要素と結合している」と評している。また、Elysa Gardnerは1991年10月17日付の『ローリング・ストーン』誌において5点満点中4点を付け「前作『エンライトンメント』と同様、郷愁、旅心、魂と肉体の充足の探求といった、モリソンの特徴的な飽くなき思いを纏っている」「音楽的には、モリソンが長年にわたり取り入れてきた多彩な源泉の殆どが活用されている」と評している。『ヴィレッジ・ヴォイス』紙の企画Pazz & Jopでは、1991年のベスト・アルバム部門で21位となった。

## 収録曲
特記なき楽曲はヴァン・モリソン作。

### ディスク1
1. プロフェッショナル・ジェラシー - "Professional Jealousy" – 3:47
2. アイム・ノット・フィーリング・イット - "I'm Not Feeling It Anymore" – 6:36
3. オーディナリー・ライフ - "Ordinary Life" – 3:34
4. サム・ピース・オブ・マインド - "Some Peace of Mind" – 6:27
5. ソー・コンプリケイテッド - "So Complicated" – 3:20
6. 愛さずにはいられない - "I Can't Stop Loving You" (Don Gibson) – 3:58
7. ホワイ・マスト・アイ・オルウェイズ・エクスプレイン - "Why Must I Always Explain?" – 3:53
8. ヴィレッジ・イディオット - "Village Idiot" – 3:16
9. シー・ミー・スルー・パート2 - "See Me Through Part II (Just a Closer Walk with Thee)" (Traditional) – 3:13
10. テイク・ミー・バック - "Take Me Back" – 9:12

### ディスク2
1. バイ・ヒズ・グレイス - "By His Grace" – 2:38
2. オール・セインツ・デイ - "All Saints Day" – 2:32
3. ヒムズ・トゥ・ザ・サイレンス - "Hymns to the Silence" – 9:43
4. オン・ハインドフォード・ストリート - "On Hyndford Street" – 5:21
5. ビー・ザウ・マイ・ヴィジョン - "Be Thou My Vision" (Traditional) – 3:51
6. キャリイング・ア・トーチ - "Carrying a Torch" – 4:28
7. グリーン・マンションズ - "Green Mansions" – 3:42
8. パガン・ストリームズ - "Pagan Streams" – 3:40
9. クオリティ・ストリート - "Quality Street" (Van Morrison, Mac Rebennack) – 3:59
10. イット・マスト・ビー・ユー - "It Must Be You" – 4:10
11. ユア・カインド・オブ・ラヴィング - "I Need Your Kind of Loving" – 4:32

## 参加ミュージシャン
- ヴァン・モリソン - ボーカル、ギター、ハーモニカ、アルト・サクソフォーン
- ジョージィ・フェイム - ハモンドオルガン(on Disc 1 - #2, #3, #4, #5, #6, #9, #10 / Disc 2 - #1, #2, #3, #7, #9, #10, #11)、ピアノ(on Disc 1 - #4, #5 / Disc 2 - #1, #9, #11)、バッキング・ボーカル(on Disc 1 - #5, #6, #7 / Disc 2 - #1, #2)
- エディ・フリエル - ピアノ(on Disc 1 - #2 / Disc 2 - #7)、ハモンドオルガン(on Disc 2 - #3)、シンセサイザー(on Disc 2 - #5)
- ニール・ドリンクウォーター - ピアノ(on Disc 1 - #1, #3, #5, #7, #8, #9 / Disc 2 - #2, #3, #6, #8, #10)、シンセサイザー(on Disc 1 - #1, #2, #10 / Disc 2 - #3, #6)、アコーディオン(on Disc 1 - #7, #8)
- テリー・ディズリー - ピアノ(on Disc 1 - #10)
- デレク・ベル - シンセサイザー(on Disc 1 - #2 / Disc 2 - #4, #7)
- ニッキー・スコット - ベース
- スティーヴ・ピアース - ベース(on Disc 1 - #10)
- ポール・ロビンソン - ドラムス(on Disc 1 - #1, #3, #5, #7, #8, #9 / Disc 2 - #6, #8)
- デイヴ・アーリー - ドラムス(on Disc 1 - #2, #4, #6, #10 / Disc 2 - #1, #2, #3, #5, #7, #9, #10, #11)、パーカッション(on Disc 1 - #2, #4)
- キャンディ・ダルファー - アルト・サクソフォーン(on Disc 1 - #4, #5 / Disc 2 - #10)
- スティーヴ・グレゴリー - バリトン・サクソフォーン(on Disc 1 - #4, #5)、フルート(on Disc 1 - #7 / Disc 2 - #11)
- Haji Akbar - フリューゲルホルン(on Disc 1 - #5)
- ケイト・セント・ジョン - コーラングレ(on Disc 1 - #8 / Disc 2 - #7)
- フィアチラ・トレンチ - ストリングス・アレンジ(on Disc 1 - #8 / Disc 2 - #6, #10)
- ギャヴィン・ライト - ストリングス・リーダー(on Disc 1 - #8 / Disc 2 - #6, #10)
- キャロル・ケニオン - バッキング・ボーカル(on Disc 1 - #2, #4, #6, #8, #9 / Disc 2 - #1, #2, #3, #5, #6, #9, #10, #11)
- ケイティ・キスーン - バッキング・ボーカル(on Disc 1 - #2, #4, #9 / Disc 2 - #3, #6, #10)
- チーフタンズ - ヴァイオリン(on Disc 1 - #6 / Disc 2 - #5)、バグパイプ(on Disc 1 - #6 / Disc 2 - #5)、ティン・ホイッスル(on Disc 1 - #6 / Disc 2 - #5)、シンセサイザー(on Disc 1 - #6)、ピアノ(on Disc 2 - #5)